# It's Complicated (singolo)
It's Complicated è il terzo singolo estratto dal quarto album What Separates Me from You degli A Day to Remember, pubblicato il 25 ottobre 2011 dalla Victory Records.

## Il brano
Il brano, scritto dal cantante della band Jeremy McKinnon e dai chitarristi Kevin Skaff, Neil Westfall per quanto riguarda la musica e dal solo McKinnon per quanto riguarda il testo, presenta un ritmo tipicamente pop punk accompagnato da alcuni orecchiabili riff di chitarra. La sua pubblicazione come terzo singolo estratto da What Separates Me from You è stata annunciata nel settembre 2011, ma non è stato realizzato alcun video in sua promozione.

## Tracce
Download digitale
1. It's Complicated – 2:57

CD
1. It's Complicated (Radio Edit) – 2:46
2. It's Complicated (Album Version) – 2:57

## Formazione
- Jeremy McKinnon – voce
- Kevin Skaff – chitarra solista, voce secondaria
- Neil Westfall – chitarra ritmica
- Joshua Woodard – basso
- Alex Shelnutt – batteria

## Classifiche
| Classifica (2011)             | Posizione massima |
| ----------------------------- | ----------------- |
| Stati Uniti (alternative)     | 33                |
| Stati Uniti (mainstream rock) | 38                |